# Захарівка (Новоукраїнський район)
Заха́рівка — село в Україні, у Новоукраїнській міській територіальній громаді Новоукраїнського району Кіровоградської області. Колишній центр Захарівської сільської ради. Населення становить 817 осіб.

## Історія
1859 року у власницькому селі Захарівка (Кисликова) Єлисаветградського повіту Херсонської губернії, мешкало 430 осіб (230 чоловічої статі та 200 — жіночої), налічувалось 68 дворових господарства.
Станом на 1886 рік у колишньому власницькому селі Семенастівської волості мешкало 643 особи, налічувалось 127 дворових господарств.
За даними 1894 року у селі Захарівка (Кисликова) мешкало 893 особи (461 чоловічої статі та 432 — жіночої), налічувалось 180 дворових господарств, існували православна церква, земська школа на 46 учнів (41 хлопчик й 5 дівчаток), метеорологічна станція, 4 лавки, 2 штофні лавки.
За переписом 1897 року кількість мешканців зросла до 1023 осіб (534 чоловічої статі та 489 — жіночої), з яких всі — православної віри.

## Населення
Згідно з переписом УРСР 1989 року чисельність наявного населення села становила 872 особи, з яких 406 чоловіків та 466 жінок.
За переписом населення України 2001 року в селі мешкало 819 осіб.
Мова
Розподіл населення за рідною мовою за даними перепису 2001 року:
| Мова       | Відсоток |
| ---------- | -------- |
| українська | 94,74 %  |
| російська  | 2,45 %   |
| молдовська | 2,33 %   |
| білоруська | 0,24 %   |
| румунська  | 0,12 %   |

## Особистості
- Максюта Микола Кирилович (нар. 26 травня 1947) — голова адміністрації Волгоградської області у 1997 — 2010 роках.